# Hội họa triều Thanh
Hội họa triều Thanh (chữ Hán: 清朝繪畫, Anh văn: Qing dynasty painting) có sự phát triển và cách tân mạnh mẽ ở nhiều cấp độ cũng như thể loại. Đặc biệt từ thế kỷ XVIII đến sau này, các họa sĩ Trung Hoa tích cực tiếp thu các kỹ thuật hội họa Âu châu để có thể biểu đạt ý tưởng một cách phong phú hơn.